# Endomondo
Endomondo war eine mobile Sport-Software für Smartphones oder Tabletcomputer mit GPS-Sensoren, die den Teilnehmern erlaubte, eine Trainingsaufzeichnung und Streckentracking zu starten und über die Website auszuwerten.

## Geschichte
Endomondo wurde 2007 in Dänemark von Mette Lykke, Christian Birk und Jakob Nordenhof Jønck gegründet. Im Februar 2015 wurde Endomondo von dem Unternehmen Under Armour für $85.000.000 übernommen. Zu dieser Zeit hatte Endomondo rund 20 Millionen Nutzer. Im Oktober 2020 gab Under Armour bekannt, Endomondo schließen zu wollen. Der Service wurde am 31. Dezember 2020 eingestellt. Nutzer konnten ihre Daten bis zum 15. Februar 2021 herunterladen. Zum 31. März 2021 wurde alle Daten gelöscht. Von da ab leitete die Domain endomondo.com auf mapmyrun.com weiter.

## App
Die App zeichnete mittels GPS-Daten die Trainingsstrecke, -distanz, -dauer und -verbrauch auf. Endomondo gab es in einer kostenlosen und in einer kostenpflichtigen Version. Die kostenlose finanzierte sich über aufgeschaltete Werbung, während die lizenzierte Version werbefrei war und zusätzliche Möglichkeiten zur Trainingsplanung anbot. Beide Versionen konnten jeweils für Android- oder iOS-Betriebssysteme heruntergeladen werden.

## Online-Community
Endomondo betrieb eine Wettkampfplattform, auf der sich Teilnehmer vergleichen konnten. Als der einzige Anbieter seiner Zeit konnte man sich in Challenges über direkten Rankingtabellen mit seinen Freunden messen und bezüglich Zeit oder Distanz in Wettbewerb treten.